# Myoxocephalus tuberculatus
Myoxocephalus tuberculatus és una espècie de peix pertanyent a la família dels còtids.

## Hàbitat
És un peix marí, demersal i de clima temperat que viu entre 0-112 m de fondària.

## Distribució geogràfica
Es troba al mar d'Okhotsk.

## Observacions
És inofensiu per als humans.